# Theope sericea
Espèce
Theope sericea est une espèce d'insectes lépidoptères appartenant à la famille  des Riodinidae et au genre Theope.

## Taxonomie
Theope sericea a été décrit par Henry Walter Bates en 1868.

### Noms vernaculaires
Theope sericea se nomme Sericea Theope en anglais

## Description
Theope sericea est un papillon au dessus de l'aile antérieure marron roux foncé avec une plage bleue au bord interne et une aile postérieure bleu foncé.
Le revers est de couleur jaune orangé.

## Écologie et distribution
Theope sericea est présent en Guyane, en Guyana, au Surinam et au Brésil. Il n'a pas été observé en Guyane depuis longtemps.

### Protection
Pas de statut de protection particulier.